# Cranopsis granulata
Cranopsis granulata is een slakkensoort uit de familie van de Fissurellidae. De wetenschappelijke naam van de soort is voor het eerst geldig gepubliceerd in 1862 door Seguenza.